# Levin Winkler
Levin Winkler (Liestal, 13 agosto 2002) è un calciatore svizzero, centrocampista del Lucerna.

## Carriera
Winkler è cresciuto nel settore giovanile del Lucerna, con cui ha debuttato il 28 gennaio 2024 nell'incontro di Super League vinto 2-1 contro il Losanna. Il 15 maggio seguente ha firmato il suo primo contratto professionistico.

## Statistiche

### Presenze e reti nei club
Statistiche aggiornate al 5 dicembre 2024.
| Stagione          | Squadra           | Campionato        | Campionato | Campionato | Coppe nazionali | Coppe nazionali | Coppe nazionali | Coppe continentali | Coppe continentali | Coppe continentali | Altre coppe | Altre coppe | Altre coppe | Totale | Totale | Totale |
| Stagione          | Squadra           | Comp              | Pres       | Reti       | Comp            | Pres            | Reti            | Comp               | Pres               | Reti               | Comp        | Pres        | Reti        | Pres   | Reti   |        |
| ----------------- | ----------------- | ----------------- | ---------- | ---------- | --------------- | --------------- | --------------- | ------------------ | ------------------ | ------------------ | ----------- | ----------- | ----------- | ------ | ------ | ------ |
| 2021-2022         | Lucerna II        | PL                | 24         | 4          | -               | -               | -               | -                  | -                  | -                  | -           | -           | -           | 24     | 4      |        |
| 2022-2023         | Lucerna II        | PL                | 25         | 1          | -               | -               | -               | -                  | -                  | -                  | -           | -           | -           | 25     | 1      |        |
| 2023-2024         | Lucerna II        | PL                | 20         | 5          | -               | -               | -               | -                  | -                  | -                  | -           | -           | -           | 20     | 5      |        |
| 2024-2025         | Lucerna II        | PL                | 2          | 0          | -               | -               | -               | -                  | -                  | -                  | -           | -           | -           | 2      | 0      |        |
| Totale Lucerna II | Totale Lucerna II | Totale Lucerna II | 71         | 10         |                 | -               | -               |                    | -                  | -                  |             | -           | -           | 71     | 10     |        |
| 2023-2024         | Lucerna           | SL                | 14         | 0          | CS              | 0               | 0               | -                  | -                  | -                  | -           | -           | -           | 14     | 0      |        |
| 2024-2025         | Lucerna           | SL                | 11         | 2          | CS              | 1               | 0               | -                  | -                  | -                  | -           | -           | -           | 12     | 2      |        |
| Totale Lucerna    | Totale Lucerna    | Totale Lucerna    | 25         | 2          |                 | 1               | 0               |                    | -                  | -                  |             | -           | -           | 26     | 2      |        |
| Totale carriera   | Totale carriera   | Totale carriera   | 96         | 12         |                 | 1               | 0               |                    | -                  | -                  |             | -           | -           | 97     | 12     |        |